# 杭州绿园足球俱乐部
杭州绿园足球俱乐部，是中国一家已解散足球俱乐部。
2000年，浙江绿城足球俱乐部以和杭州市体育局合作的名义，注册了杭州绿园足球俱乐部，派其二线队伍参加乙级联赛。2003年绿城用摘牌的形式从绿园招入钱锋、杨欣、许磊、曾彦和石双才5员小将。绿园俱乐部也就此宣告解散。